# Kavita Devi
Kavita Dalal (Malvi, Haryana; 20 de septiembre de 1986) es una luchadora profesional india que compitió para la WWE con el nombre artístico de Kavita Devi, en su territorio de desarrollo NXT entre 2017 y 2021. Devi es la primera luchadora profesional de nacionalidad india que lucha en la WWE. Anteriormente, luchó en el circuito independiente bajo los nombres de Kavita y Hard KD, sobre todo en Continental Wrestling Entertainment.

## Vida personal
Kavita Devi Dalal, una de cinco hermanos, nació en el pueblo de Malvi, en el distrito de Jind, del estado indio de Haryana. Se casó en 2009 y dio a luz a un hijo en 2010, tras lo cual quiso dejar el deporte, pero inspirada por su marido siguió jugando.

## Carrera en la halterofilia y el powerlifting
Devi representó a la India en competiciones internacionales, ganando la medalla de oro en la categoría de 75kg de halterofilia en la XII edición de los Juegos del Sur de Asia en el año 2016, que se celebró precisamente en su país natal, en las ciudades de Guwahati y Shillong.

### Galardones
- XII ed. Juegos del Sur de Asia
  -  Medalla de oro en halterofilia femenina (75 kg)[6]

## Carrera como luchadora profesional

### Continental Wrestling Entertainment (2016-2017)
El 24 de febrero de 2016, Kavita Dalal entró en la promoción de The Great Khali llamada Continental Wrestling Entertainment, para comenzar su formación como luchadora profesional. Devi debutó en la promoción en junio de 2016, con el nombre en el ring Kavita, aceptando el "Open Challenge" de B. B. Bull Bull antes de atacarla. El 25 de junio, apareció con un nuevo nombre en el ring, Hard KD, haciendo equipo con Sahil Sangwan en un esfuerzo perdedor contra B. B. Bull Bull y Super Khalsa en el primer combate tag team mixto de la promoción. Kavita cita a su entrenador The Great Khali como su principal inspiración para convertirse en luchadora profesional.

### WWE (2017-2021)
El 13 de julio de 2017, fue anunciada como una de las participantes del torneo Mae Young Classic. El 28 de agosto, Kavita fue eliminada en la primera ronda por la neozelandesa Dakota Kai.
El 15 de octubre de 2017, la WWE anunció que Devi había firmado un contrato, y que comenzaría a entrenar en su Performance Center en enero de 2018. El 8 de abril de 2018, Devi hizo su primera aparición como parte de la compañía, a la vez que hizo su debut en WrestleMania en WrestleMania 34, compitiendo durante el WrestleMania Women's Battle Royal inaugural en el que fue eliminada por Sarah Logan. El 19 de abril, Devi hizo su debut en eventos de NXT Live como heel, haciendo equipo con Aliyah contra Dakota Kai y Steffanie Newell en un esfuerzo perdedor. Participó en el Mae Young Classic de 2018, pero perdió en la primera ronda contra una Kaitlyn que regresaba. El 19 de mayo de 2021, se anunció que Devi era liberada de la WWE.

## Empresa de negocios
En enero de 2019, comenzó las pruebas de selección de jugadoras para lanzar una Superliga de la WWE en la India.